# 巴布什
36°06′N 2°29′E / 36.100°N 2.483°E
巴布什（阿拉伯语：‎），是阿爾及利亞的城鎮，位於該國北部艾因迪夫拉省，由堅代勒區的首府，面積80平方公里，2008年人口4,897，人口密度每平方公里61人。